# Genebaldo di Laon
Genebaldo, conosciuto anche come Genebaldo di Laon, in francese Génebaud (Laon, 470 circa – Laon, 550), fu il primo vescovo di Laon ed è venerato come santo dalla Chiesa cattolica.

## Biografia
Non si sa molto della vita di Genebaldo. Secondo Jacopo da Varagine Genebaldo, appartenente a una nobile famiglia, avrebbe sposato una nipote di san Remigio, primo vescovo di Reims. In seguito i due coniugi avrebbero deciso di darsi alla vita religiosa. Dopo la consacrazione di Genebaldo a vescovo di Laon, diocesi suffraganea di Reims (496 o 497), i due coniugi avrebbero ripreso ad avere rapporti sessuali coronati con la nascita di un maschio, a cui sarà attribuito il nome di Latro e che diverrà anch'egli vescovo di Laon alla morte del padre, e di una femmina, a cui sarà dato nome Volpina. Nel 510, pentito, Genebaldo avrebbe confessato la colpa a Remigio, suo metropolita, e costui lo avrebbe condannato alla reclusione in una cella nel convento di San Giuliano in Laon. Dopo sette anni, nel 517, un angelo sarebbe apparso a Remigio per invitarlo a perdonare il nipote. Genebaldo avrebbe vissuto in santità il resto della sua vita.
La ricorrenza di Genebaldo è fissata al 5 settembre.